# Nükhetseza Hanim
Hatice Nükhetseza Hanim (turco ottomano: نکت سزا خانم, lett. "fanciulla rispettosa" e "dal ricco profumo"; Abcasia, 2 gennaio 1827 – Istanbul, 15 maggio 1850) è stata una nobile abcasa e una consorte del sultano ottomano Abdülmecid I.

## Origini
Nükhetseza nacque il 2 maggio 1827 in Abcasia. Il suo nome originale era Hatice Hanim ed era figlia del nobile abcaso Baras Hatuğ Bey e della sua consorte, la nobile georgiana Ferhunde Hanim.
Da bambina, venne mandata a Istanbul perché venisse educata sotto la tutela di Bezmiâlem Sultan, madre e Valide Sultan del sultano ottomano Abdülmecid I, la quale aveva una predilezione per le ragazze georgiane come lei stessa era. Qui, come da regola, cambiò nome, assumendo quello di Nükhetseza Hanim.
Era un'eccellente cantante e una brava pianista e pittrice.

## Consorte imperiale
Nel 1841 venne presentata al sultano Abdülmecid, che se innamorò dopo averla sentita cantare e la prese come consorte il 21 ottobre 1841.
Le venne dato il rango di "Seconda Ikbal" e poi, nel 1845, di "BaşIkbal".
Diede al sultano due figli e due figlie, di cui solo l'ultimo sopravvisse.

## Morte
Nükhetseza morì il 15 maggio 1850, di tubercolosi. Venne sepolta nella Yeni Cami
Suo figlio sopravvissuto venne adottato da Neverser Hanim, un'altra consorte di Abdülmecid che non aveva figli suoi. 

## Discendenza
Da Abdülmecid I, Nükhetseza Hanim ebbe due figli e due figlie:
- Aliye Sultan (1842 - 1842). Nata al Palazzo di Çırağan, sepolta nella Yeni Cami.
- Şehzade Ahmed (5 giugno 1846 - 6 giugno 1846). Nato al Palazzo di Çırağan, sepolto nella Yeni Cami. Suo padre era in Rumelia al momento della sua nascita, e secondo l'ambasciatore francese François-Adolphe de Bourqueney interruppe il viaggio per tornare a consolare Nükhetseza.
- Fatma Nazime Sultan (26 novembre 1847 - 1 dicembre 1847). Nata a Palazzo Beylerbeyi, sepolta nella Yeni Cami.
- Şehzade Mehmed Burhaneddin (23 maggio 1849 - 4 novembre 1876). Dopo la morte di sua madre venne adottato da Neverser Hanim. Si sposò tre volte ed ebbe un figlio e una figlia.

## Cultura popolare
- Nükhetsezâ è un personaggio del romanzo storico del 2009 di Hıfzı Topuz, Abdülmecit: İmparatorluk Çökerken Sarayda 22 Yıl: Roman.